# Hesperilla donnysa
Hesperilla donnysa é uma espécie de borboleta da família Hesperiidae.